# Physik (Aristoteles)

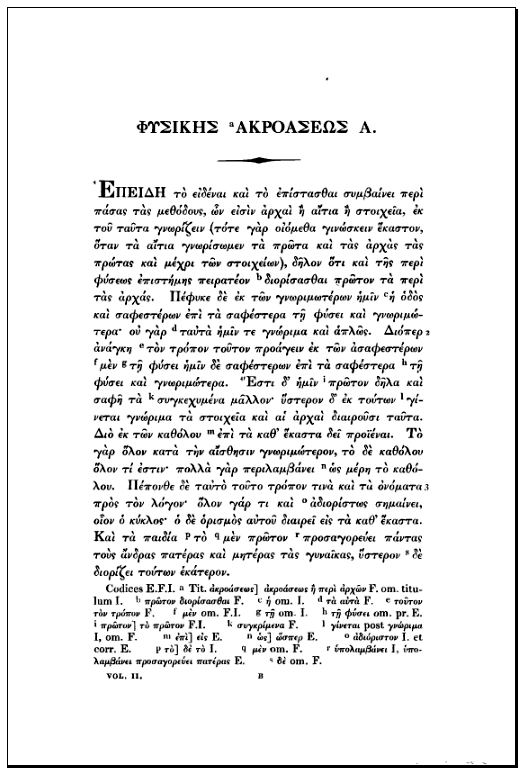
Die erste Seite von Aristoteles’ Physik in der Edition von Immanuel Bekker (1837)

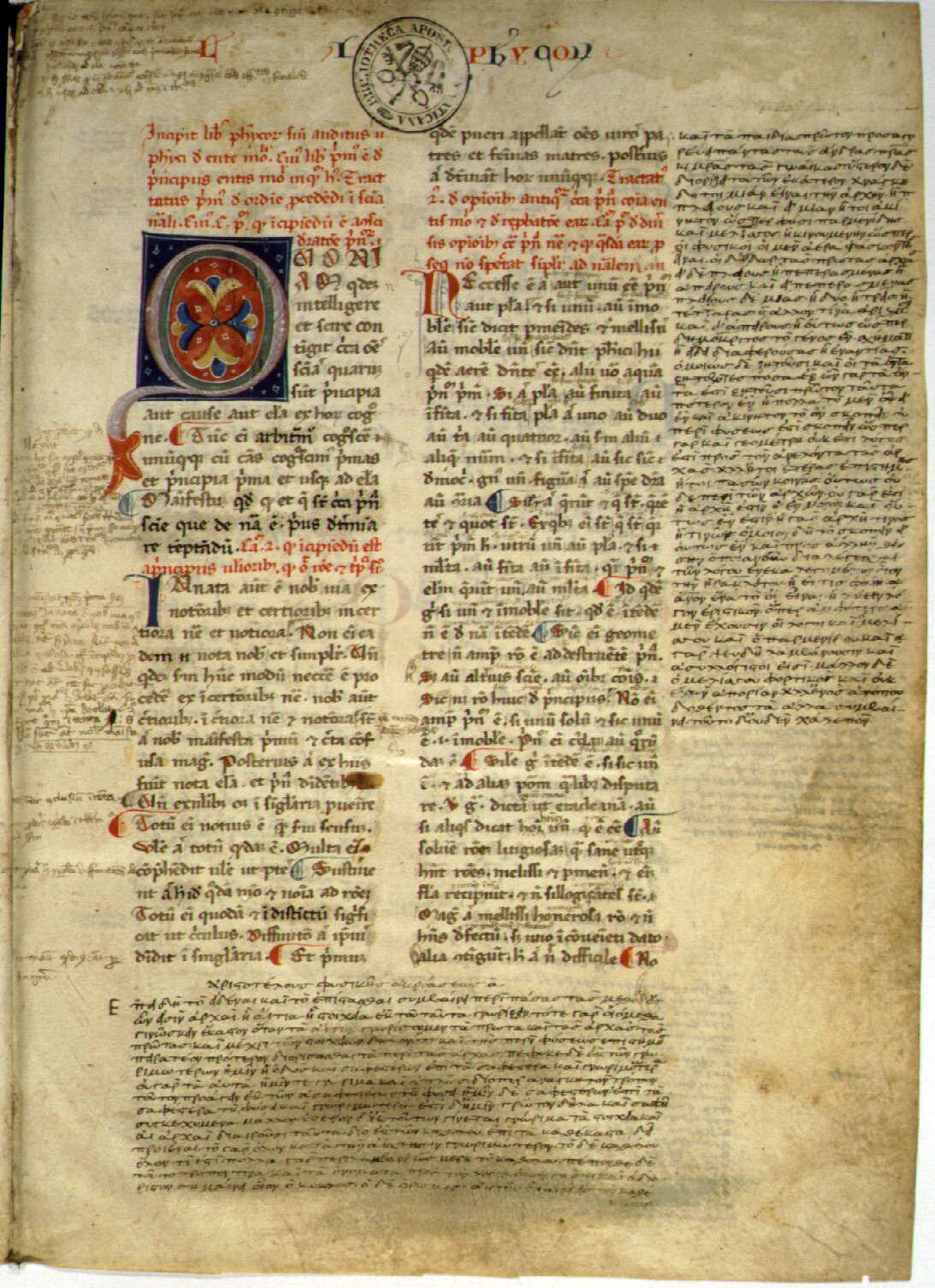
Handschrift der Physik in lateinischer Übersetzung; am Rand wurde der griechische Originaltext nachgetragen. Biblioteca Apostolica Vaticana, Cod. Pal. Lat. 1033, fol. 1r (Anfang des 14. Jahrhunderts)

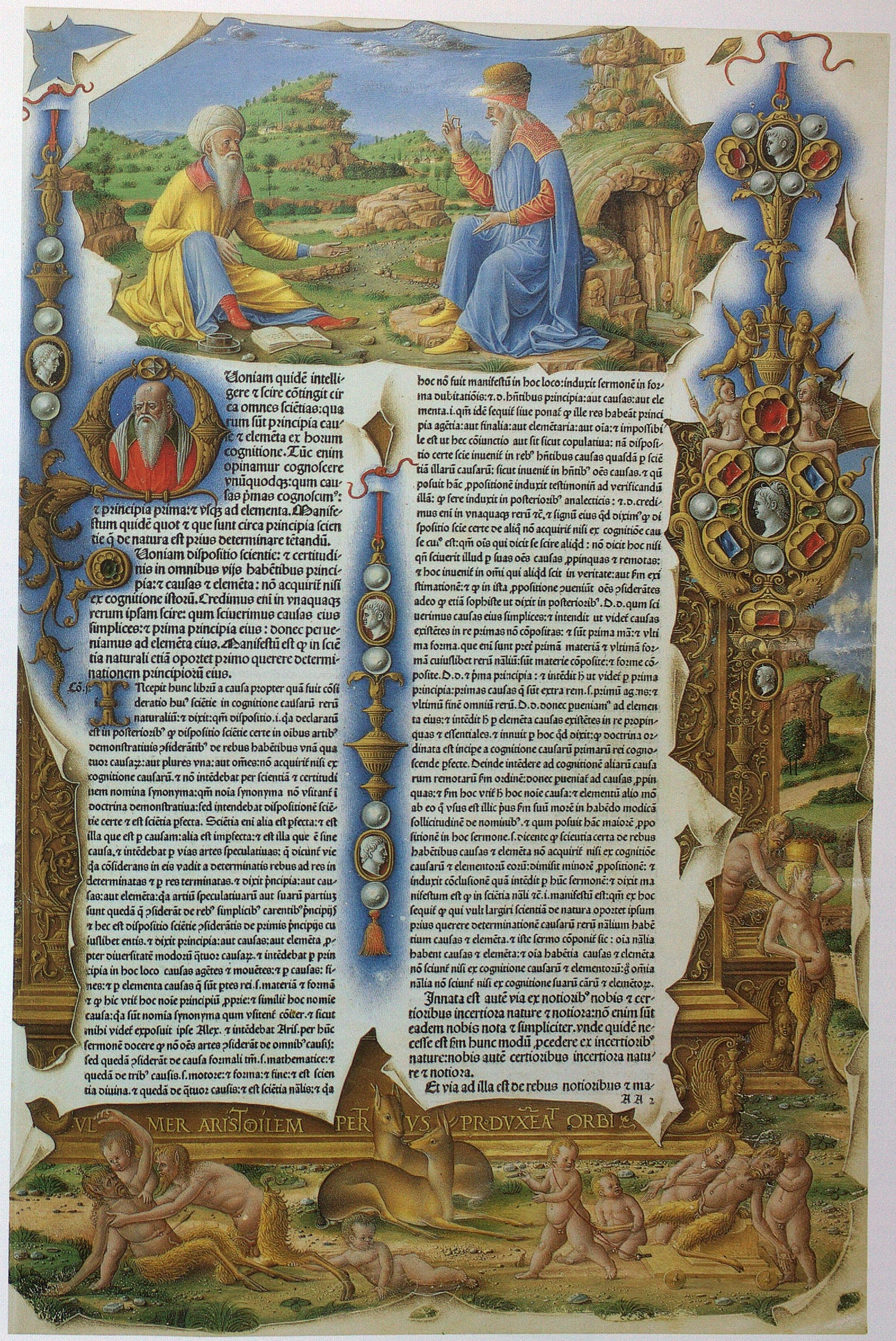
Der Anfang der Physik in lateinischer Übersetzung in einer mit handgemalten Miniaturen geschmückten Venezianer Inkunabel von 1483: New York, Morgan Library & Museum, 21194–21195, Band 1, fol. 2r

Die Physik ist neben der Metaphysik und der Nikomachischen Ethik eines der Hauptwerke des Aristoteles. Sie entstand um 347 v. Chr. und befasst sich mit der Erklärung und Erläuterung (Definition) einiger grundlegender Begriffe, die bei der Beschreibung von Naturvorgängen im täglichen Leben gebraucht werden. Die wichtigsten davon sind: Raum, Zeit, Bewegung und Ursache. Es handelt sich nicht um eine mathematische Darlegung der Grundzüge der Natur in heutigem Sinne.

## Aristoteles’ Methode
Aristoteles zufolge bezeichnen viele Worte zunächst „unbestimmt ein Ganzes“ (184 b). Die Zerlegung des Begriffs in seine Bestandteile bedeutet eine Erkenntnis, da es den Begriff auf seine Grundbausteine zurückführt (vgl. Physik I, 1). Bei der Definition der fraglichen Begriffe geht Aristoteles immer wieder gleich vor: Er betrachtet als erstes eine Reihe von Definitionsvorschlägen seiner Vorgänger (Platon und die Vorsokratiker). Er zeigt, dass diese nicht zufriedenstellen können, da sie eine Reihe von Schwierigkeiten und Problemen (Aporien) mit sich bringen. Dann schlägt er seine eigene Definition vor. Er weist nach, dass diese die Schwierigkeiten vermeidet und dass sie doch die wertvollen Intuitionen, die in den Definitionsversuchen der Vorgänger steckten, bewahrt. In Aristoteles’ eigenen Worten:
„Man muss dabei versuchen, die Untersuchung so durchzuführen, dass das Wesentliche an dem Begriff wiedergegeben wird, so dass infolge davon einerseits die (oben angeführten) Schwierigkeiten sich lösen, andererseits sich erweist, dass die ihm anscheinend zukommenden Bestimmungen ihm auch wirklich zukommen, und außerdem, dass die Ursache der Schwierigkeit und der hier zu stellenden anspruchsvollen Fragen deutlich wird.“ (211 a).

## Zentrale Begriffe

### Veränderung
In Kapitel I 7 geht es in erster Linie um den Begriff der Veränderung. Dabei kann sich die Form (die Summe der Eigenschaften) an der Materie ändern oder die Materie selbst. Außerdem nimmt Aristoteles hier die Akt-Potenz-Lehre aus der Metaphysik vorweg.

### Bewegung
Aristoteles versteht unter Bewegung (altgriechisch: κίνησις kínēsis) jegliche Art von Veränderung. Er fasst den Begriff also in einem weiteren Sinne auf als heute üblich. Die Bewegung in diesem Sinne kann als der fundamentale Begriff der Physik angesehen werden. Mit ihm beschäftigen sich die Kapitel III 1–3, V 1–2 und Buch VII. Aristoteles definiert Bewegung wie folgt: „Das endliche Zur-Wirklichkeit-Kommen eines bloß der Möglichkeit nach Vorhandenen, insofern es eben ein solches ist – das ist Bewegung“ (201 a). Nach Aristoteles’ Auffassung muss jede Veränderung bereits in den Möglichkeiten des sich verändernden Dings angelegt sein. Wird diese Anlage realisiert, dann ist dies eine Veränderung. Aristoteles selbst gibt folgendes Beispiel: „Wenn etwas, das gebaut werden kann, insofern wir ebendiese Eigenschaft von ihm aussagen, zu seiner endlichen Verwirklichung kommt, dann wird es eben gebaut und dies ist dann ‚Bauen‘“ (ebd.).

### Natur
Aristoteles zufolge ist alles das „naturbeschaffen“, was „in sich selbst einen Anfang von Veränderung und Bestand hat“ (192 b). Demgegenüber stehen die hergestellten Dinge (Artefakte), die vom Menschen durch Kunst (τέχνη téchnē) erschaffen und erhalten werden, damit also keinen „Anfang in sich selbst“ haben.

### Ursache
In Kapitel II 3 entwickelt Aristoteles das berühmte Vier-Ursachen-Schema:
- Materialursache (causa materialis): „woraus als etwas schon Vorhandenem etwas entsteht“ (194 b). Gemeint ist der Stoff, aus dem ein Gegenstand besteht, z. B. im Fall einer silbernen Statue das Metall.
- Formursache (causa formalis): Die „Form und das Modell“ (ebd.) des Gegenstandes, im Fall der Statue die Gestalt eines Pferdes.
- Wirkursache (causa efficiens): „woher der anfängliche Anstoß zu Wandel oder Beharrung kommt“ (ebd.). Dies wäre beim Beispiel der Statue der Bildhauer.
- Zweckursache (causa finalis): „das Ziel, d. h. das Weswegen“ (ebd.). Der Zweck der Statue ist, dass sie das Zimmer schmückt.

Nach heutigem Sprachgebrauch würden wir eigentlich nur die Wirkursache als Ursache bezeichnen. Die vier Ursachen des Aristoteles kann man als vier verschiedene Erklärungsmuster auffassen, die beantworten, warum ein bestimmtes Ding in seiner bestimmten Eigenart existiert.
Eine Darstellung der Vier-Ursachen-Lehre findet sich auch in Aristoteles’ Metaphysik, in der er unter anderem seine Wissenschaftstheorie entfaltet. (Metaphysik, Buch A, 3. Kapitel, 983a)

### Zufall
Mit der Definition von Zufall und Fügung befasst sich Physik II 4–9. Aristoteles’ Definition von Zufall lautet: „Wenn im Bereich der Geschehnisse, die im strengen Sinn wegen etwas eintreten und deren Ursache außer ihnen liegt, etwas geschieht, das mit dem Ergebnis nicht in eine Deswegen-Beziehung zu bringen ist, dann nennen wir das ‚zufällig‘.“ (197 b). Sein Beispiel ist folgendes: Ein Pferd entgeht dadurch, dass es aus dem Stall herauskommt, einem Unglück, es ist aber nicht herausgekommen, weil es dem Unglück entgehen wollte (es wusste nichts von dem drohenden Unglück). In diesem Fall würde man sagen: „Das Pferd ist zufällig herausgekommen“. Die Ursache ist hier das Herauskommen, das Ergebnis ist, dass es dem Unglück entgeht, und zwischen beiden gibt es keine „Deswegen-Beziehung“ (das Pferd ist nicht herausgekommen, um dem Unglück zu entgehen), daher ist das ganze zufällig.
Eine interessante Stelle findet sich in 198 b: Aristoteles scheint hier Empedokles viele Jahrhunderte vor Charles Darwin eine erste Evolutionstheorie zuzuschreiben, welche die Elemente der Mutation und der Selektion enthält („[...] da erhielten sich diese Gebilde, die rein zufällig in geeigneter Weise zusammengetreten seien. Wo es sich nicht so ergab, da gingen sie unter [...]“). Diese Theorie wird aber von Aristoteles abgelehnt.

### Unendlichkeit
Mit diesem Begriff befassen sich die Kapitel III 4–8. Aristoteles unterscheidet zwischen einer Unendlichkeit in Bezug auf Teilung (Division) und auf „Hinzusetzung“ (Addition). Er erläutert den Begriff wie folgt: „Es ergibt sich so, dass ‚unbegrenzt‘ das Gegenteil von dem bedeutet, was man dafür erklärt: Nicht, ‚was nichts außerhalb seiner hat‘, sondern ‚wozu es immer ein Äußeres gibt‘, das ist unbegrenzt.“ (207 a). Mit seiner Definition wendet Aristoteles sich gegen die Vorstellung einer sog. aktualen Unendlichkeit, d. h. gegen die Vorstellung, es existiere etwas unendlich großes, das als ganzes vorliegt. Ihm zufolge gibt es nur sog. potentielle Unendlichkeiten, d. h. Mengen, zu denen immer wieder ein weiteres Element hinzugefügt werden kann. Diese sind jedoch niemals vollständig vorhanden.

### Ort bzw. Raum
Aristoteles behandelt nicht den Raum im modernen Sinne, sondern erörtert in IV 1–5 den Ort. Seine Definition des Ortsbegriffs lautet: „Die unmittelbare, unbewegliche Grenze des Umfassenden – das ist Ort“ (212 a). Die Idee dabei ist, dass der Ort einen Körper – z. B. einen Tisch – „unmittelbar umfasst“, so wie ein sehr passgenauer Handschuh die Hand. Im Gegensatz zum Handschuh ist der Ort aber „unbeweglich“, d. h. wird der Tisch fort getragen, so wird sein Ort nicht mitbewegt, sondern der Tisch kommt an einen anderen Ort.

### Leere
Mit dem Begriff der Leere befassen sich die Kapitel IV 6–9. Aristoteles argumentiert hier dafür, dass es keine Leere geben kann (vgl. Horror vacui), wobei er als „leer“ einen Ort bezeichnet, „an dem nichts ist“ (213 b). Diese Argumentation wurde 1647 von Blaise Pascal mit dem Experiment Leere in der Leere scheinbar widerlegt. Die moderne Physik favorisiert Aristoteles’ Auffassung teilweise. Aus quantenmechanischer Sicht gibt es überall Vakuumfluktuationen.

### Zeit
Aristoteles’ Ausführungen zur Zeit finden sich in IV 10–14. Er definiert Zeit als „die Zahl der Bewegung hinsichtlich des ‚davor‘ und ‚danach‘“ (219 b), und zwar Zahl im Sinn einer teilbaren Größe. Dahinter steht die Überlegung, dass wir Veränderungen (z. B. das Wachstum einer Pflanze) anhand von anderen Veränderungen quantitativ messen. Bei diesen zweiten Veränderungen handelt es sich um gleichförmige Ortsveränderungen (heute die Bewegung von Uhrzeigern, früher die scheinbare Bewegung der Sonne). Insofern können wir dort ein Davor und ein Danach ausmachen, dies wird dann auf zeitliche Abläufe übertragen.
Zu beachten ist hier, dass Aristoteles den Begriff der Veränderung als grundlegend ansieht und den Begriff der Zeit anhand von bestimmten Veränderungen, nämlich gleichförmigen Ortsveränderungen, konstruiert. Nach moderner Auffassung ist umgekehrt der Begriff der Zeit fundamental und der Begriff der Bewegung davon abgeleitet.

### Kontinuität
In Kapitel V 3 und in Buch VI erläutert Aristoteles Begriffe wie zusammenhängend (Dinge, „deren Ränder eine Einheit bilden“; 231 b), in Berührung („deren Ränder beisammen sind“, ebd.), in Reihenfolge („bei denen sich nichts Gleichartiges zwischen ihnen findet“, ebd.) und weitere in diesen Zusammenhang gehörigen Ausdrücke. Diese Begriffsbestimmungen dienen ihm zur Auseinandersetzung mit dem Atomismus (Demokrit) und atomistischer Vorstellungen der Zeit. Beide Theorien lehnt Aristoteles ab. Er befasst sich in diesem Zusammenhang auch mit einer Widerlegung der Paradoxien des Zenon von Elea.

### Der unbewegte Beweger
Im letzten Buch der Physik (Buch VIII) und im Vorfeld seiner Theologie (Buch XII der Metaphysik) argumentiert Aristoteles für die Notwendigkeit eines „unbewegten Bewegers“, d. h. einer Kraft, die alle Bewegung auf der Welt verursacht. Diese Theorie inspiriert Thomas von Aquin später zu seinem so genannten kosmologischen Gottesbeweis.

## Ausgaben und Übersetzungen
- Erstdruck in lateinischer Übersetzung Löwen ca. 1475
- Aristotle’s Physics. A revised text with introduction and commentary by W. D. Ross. Oxford 1936, korrigiert 1956 (bis heute die Standard-Ausgabe des griechischen Originaltextes)
- Aristotelis Physica. Recognovit brevique adnotatione critica instruxit W. D. Ross. (Oxford Classical Texts). Oxford University Press, Oxford 1950.
- Aristoteles, Physikvorlesung. Übersetzt von Hans Wagner (Werke in deutscher Übersetzung Band 11). Akademie-Verlag, 5. Auflage 1995. ISBN 3-05-000927-6
- Aristoteles, Physik. Vorlesung über die Natur. Griechisch-deutsch, herausgegeben von Hans Günter Zekl. Band 1: Buch I–IV. Meiner-Verlag, Hamburg 1986, ISBN 978-3-7873-0649-7. Band II: Buch V–VIII. Meiner-Verlag, Hamburg 1988, ISBN 978-3-7873-0712-8
- Aristotle’s Physics, Books I and II. Translated with Introduction and Notes by W. Charlton. Clarendon Press, Oxford 1970
- Aristotle’s Physics, Books III and IV. Translated with Notes by Edward Hussey. Clarendon Press, Oxford 1983. ISBN 0-19-872068-8
- Aristotle’s Physics, Book VIII. Translated with a Commentary by Daniel W. Graham. Oxford University Press, Oxford 1999. ISBN 0-19-824092-9
- Aristoteles, Physikvorlesung. Vollständig neu übersetzt von Gottfried Heinemann. 1. Teilband: Bücher I–IV  (= Philosophische Bibliothek Band 737), Meiner-Verlag, Hamburg 2021, ISBN 978-3-7873-3870-2